# Elezioni regionali in Calabria del 1995
Le elezioni regionali in Calabria del 1995 si tennero il 23 aprile; videro la vittoria del candidato del Polo Giuseppe Nisticò, che sconfisse il presidente uscente, Donato Veraldi, sostenuto dal centro-sinistra.
Nel corso della consiliatura si verificarono due crisi di governo: l'11 agosto 1998 la carica di Presidente fu assunta da Giovambattista Caligiuri, sempre espressione della maggioranza di centro-destra; il 22 gennaio 1999 a Caliguri succedette a sua volta Luigi Meduri, sostenuto da uno schieramento di centro-sinistra.

## Affluenza
Il corpo elettorale per le elezioni del 23 aprile 1995 risultava composto da 1.031.732 elettori. Alla chiusura dei seggi l'affluenza definitiva si è attestata al 68,61%, in aumento rispetto al 1990 del 7,16%.
| Provincia       | Affluenza |
| --------------- | --------- |
| Calabria        | 68,61%    |
| Catanzaro       | 69,96%    |
| Cosenza         | 71,75%    |
| Reggio Calabria | 64,67%    |
| Crotone         | 64,73%    |
| Vibo Valentia   | 69,51%    |

## Risultati
|                                      | Giuseppe Nisticò (FI-PP - AN - CCD) ✔️ Presidente | 456 545                              | 44,25 | Forza Italia - Il Polo Popolare         | 182 127 | 19,67 | 8  |  |  |
| Alleanza Nazionale                   | Giuseppe Nisticò (FI-PP - AN - CCD) ✔️ Presidente | 456 545                              | 44,25 | 151 234                                 | 16,33   | 6     |    |  |  |
| Centro Cristiano Democratico         | Giuseppe Nisticò (FI-PP - AN - CCD) ✔️ Presidente | 456 545                              | 44,25 | 83 707                                  | 9,04    | 3     |    |  |  |
| Seggi assegnati alla lista regionale | Seggi assegnati alla lista regionale              | Seggi assegnati alla lista regionale | 44,25 | 8                                       |         |       |    |  |  |
|                                      | Donato Veraldi (Progr. - PPI - Patto - LIF)       | 392 227                              | 38,02 | Progressisti                            | 205 734 | 22,22 | 8  |  |  |
| Popolari                             | Donato Veraldi (Progr. - PPI - Patto - LIF)       | 392 227                              | 38,02 | 92 728                                  | 10,01   | 3     |    |  |  |
| Patto dei Democratici                | Donato Veraldi (Progr. - PPI - Patto - LIF)       | 392 227                              | 38,02 | 46 916                                  | 5,07    | 2     |    |  |  |
| Lega Italia Federale                 | Donato Veraldi (Progr. - PPI - Patto - LIF)       | 392 227                              | 38,02 | 4 173                                   | 0,45    | –     |    |  |  |
|                                      | Pasquino Crupi                                    | 98 742                               | 9,57  | Partito della Rifondazione Comunista    | 80 851  | 8,73  | 3  |  |  |
|                                      | Roberto Cangiamila                                | 33 022                               | 3,20  | Partito Repubblicano Italiano           | 34 865  | 3,77  | 1  |  |  |
|                                      | Carlo Nicola Colella                              | 29 145                               | 2,82  | Partito Socialista Democratico Italiano | 20 892  | 2,26  | –  |  |  |
| Partito Socialista Riformista        | Carlo Nicola Colella                              | 29 145                               | 2,82  | 9 081                                   | 0,98    | –     |    |  |  |
|                                      | Salvatore Paolillo                                | 14 002                               | 1,36  | Movimento Sociale Fiamma Tricolore      | 8 609   | 0,93  | –  |  |  |
|                                      | Anna Maria Merlini                                | 8 049                                | 0,78  | Lista Pannella - Riformatori            | 5 048   | 0,55  | –  |  |  |
| Totale                               | Totale                                            | 1 031 732                            | 100   |                                         | 925 965 | 100   | 42 |  |  |
|                                      |                                                   |                                      |       |                                         |         |       |    |  |  |
| Fonte: Ministero dell'interno        |                                                   |                                      |       |                                         |         |       |    |  |  |